# Nikos Arsenopoulos
Nikolaos Arsenopoulos, detto Nikos (in greco Νικόλαος "Νίκος" Αρσενόπουλος?; Amarousio, 19 maggio 2000), è un cestista greco.

## Carriera

### Nazionale
Nel 2019 ha partecipato al Mondiale Under-19, concluso al decimo posto finale.